# ドルフィン (係留施設)
ドルフィンは、港湾内の水域に杭などを打ち込んで作る係留施設である。沖がかり施設の一つ。係船杭（けいせんくい）ともいう。また、ドルフィンが設置されている海域を「海の岸壁」すなわちシー・バース（英: Sea Berth）と呼ぶこともある。

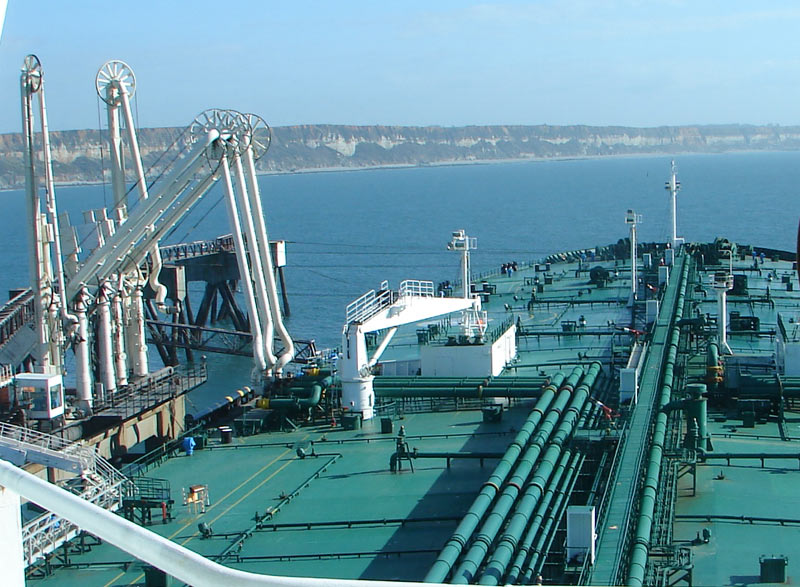
ドルフィンに係留して石油の荷役を行っているタンカー（タンカーの左方に見えるのがドルフィン）

## 構造
ドルフィンを構成する柱杭は、木製ないしケーソンや矢板で作られ、陸域から離れた海底に打ち込んで固定される。柱杭の上部は水面上に出ており、船舶が係留できるようになっている。
一般的にドルフィンは、係留のためのロープ（係留索という）をかけるためのムアリング・ドルフィン (Mooring Dolphin) 、船舶が接舷するためのブレスティング・ドルフィン (Breasting Dolphin) 、荷役を行うためのプラットフォームが一式となって構成されている。

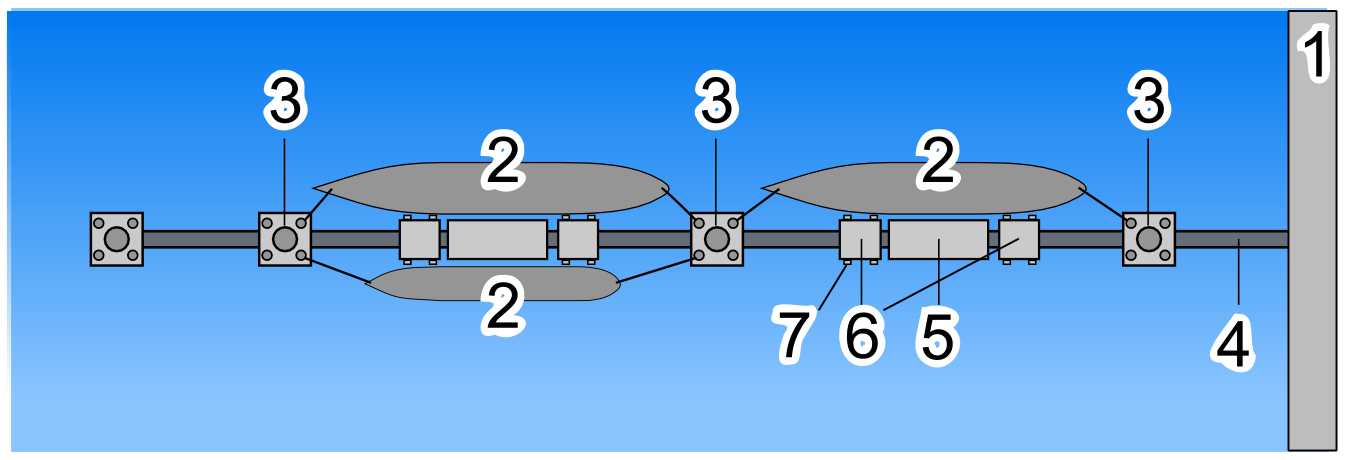
ドルフィン
1.岸 2.船 3.ムアリング・ドルフィン 4.連絡橋 5.荷役桟橋 6.ブレスティング・ドルフィン 7.フェンダー

通常、ムアリング・ドルフィンはドルフィン全体の両端に位置し、荷役用プラットフォームが中央に位置する。そしてブレスティング・ドルフィンは、プラットフォームをはさむように設置される。

## 特徴
ドルフィンは、タンカーのように岸壁などに接岸して荷役を行う必要がない専用船のために設けられる係留施設である。ドルフィンの典型例には、タンカーが石油の荷役を行うためのドルフィンがある。
ドルフィンは防波堤などに囲まれていない沖合の海域に設置されることが多い。そのため、風や波浪の影響を受けやすい欠点がある。反面、一定の水深が確保できていれば、短期間のうちに安価で建設することが可能という利点を持っている。